# Каратомар (Карагандинская область)
Каратомар (каз. Қаратомар, до 2023 г. — Сенокосное) — село в Осакаровском районе Карагандинской области Казахстана. Административный центр Каратомарского сельского округа. Находится примерно в 78 км к юго-востоку от посёлка Осакаровки, административного центра района. Код КАТО — 355649100. Расположено у автодороги республиканского значения P-37 (Бастау — Актау — Темиртау).

## Население
В 1999 году численность населения села составляла 855 человек (453 мужчины и 402 женщины). По данным переписи 2009 года, в селе проживало 730 человек (364 мужчины и 366 женщин).

## Уроженцы
- Корнеев, Иван Ильич (1914—1989) — Герой Советского Союза
- Ганус, Феодосий Григорьевич (1912—1943) — Герой Российской Федерации